# Крістофер Маккендлесс
Крістофер Джонсон МакКендлесс (англ. Christopher Johnson McCandless, нар. 12 лютого 1968, Ель-Сеґундо — пом. 18 серпня 1992, біля Стампеде Трейл) — американський мандрівник, відомий під своїм псевдонімом Олександр Суперволоцюга (англ. Alexander Supertramp), що вирушив в безлюдну частину Аляски з невеликими запасами їжі й спорядження з надією прожити якийсь час в самотності. Через чотири місяці він помер від виснаження недалеко від національного парку Деналі.
Надихнувшись подробицями історії, що привела Кріса на Аляску, американський письменник Джон Кракауер написав про його пригоди книгу, видану 1996 року під назвою «У дикій глушині (книга)». У 2007 році Шон Пенн зняв фільм з однойменною назвою, роль МакКендлесса в якому зіграв Еміль Гірш.